# Chiesa dei Santi Protomartiri Romani
La chiesa dei Santi Protomartiri Romani è un luogo di culto cattolico di Roma, situato nel quartiere Aurelio, in via Angelo Di Pietro.
La chiesa, costruita su progetti dell'architetto Francesco Fornari, ultimata e consacrata nel 1968, è sede della parrocchia omonima, istituita il 19 maggio 1954 con il decreto del cardinale vicario Clemente Micara "Neminem fugit". Essa è dedicata ai primi martiri della Chiesa romana, morti durante le persecuzioni scatenate dall'imperatore Nerone a Roma, a partire dal luglio 64 e protrattasi fino al 67.
Dal 1969 è sede del titolo cardinalizio dei Santi Protomartiri a Via Aurelia Antica.
La chiesa è preceduta da un portico suddiviso da pilastri, sotto il quale è la scritta dedicatoria: D.O.M. in honorem SS. Protomartyrum. A.D. MCMLXVIII.

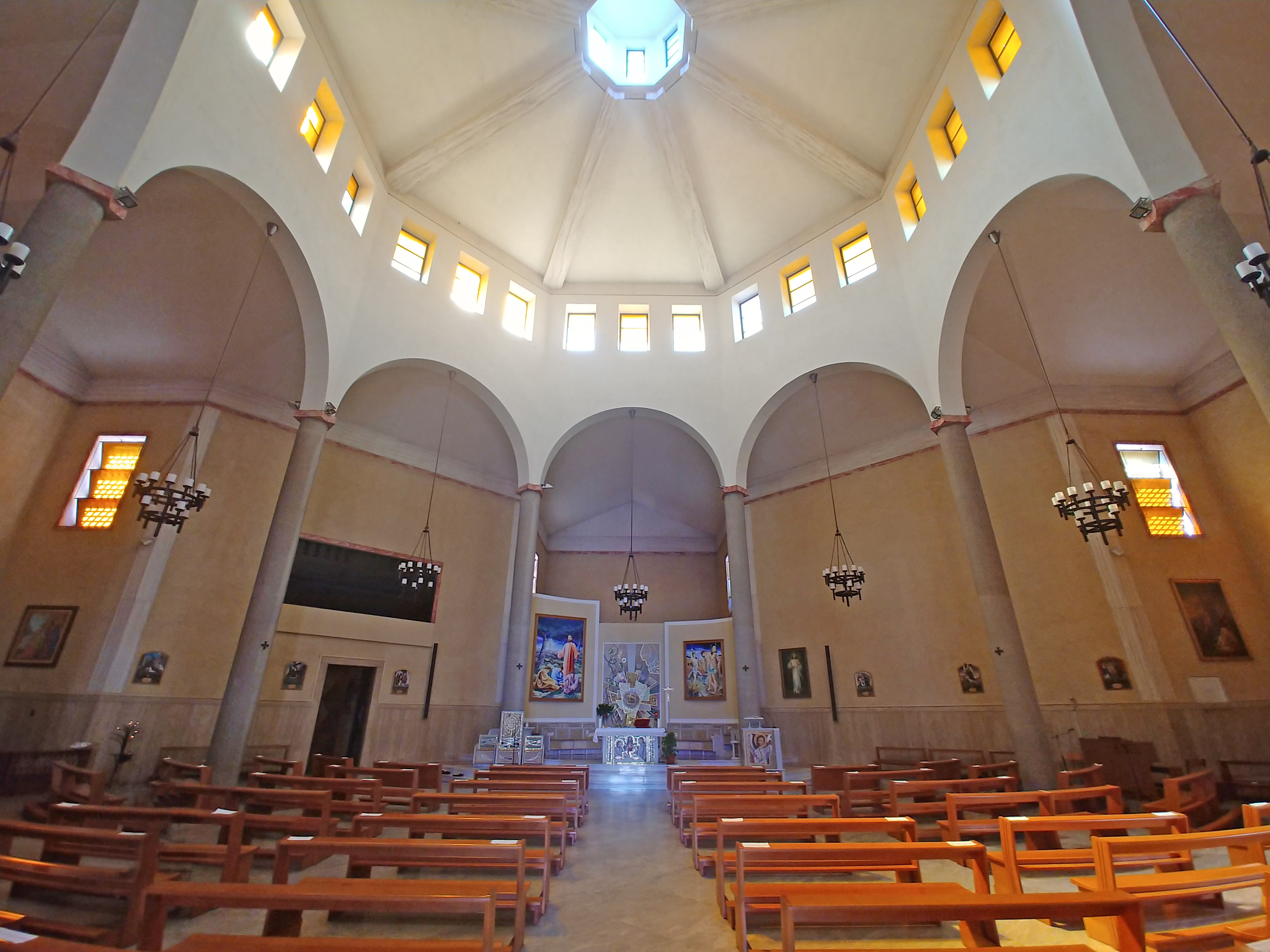
L'interno